# اقتصاد اروپا
اقتصاد اروپا در بردارنده ۷۴۵ میلیون نفر در ۴۸ کشور مختلف است. همانند دیگر قاره‌ها، میزان ثروت کشورها در اروپا متغیر است اما حتی در فقیرترین کشورهای این قاره تولید ناخالص داخلی و استانداردهای زندگی به اندازه قابل توجهی بالاتر از کشورهای فقیر دیگر قاره‌هاست. این درحالی است که سرانه تولید ناخالص داخلی بیشتر کشورهای اروپایی بالاتر از میانگین جهانی است و جزو کشورهای بسیار توسعه‌یافته (لیختن‌اشتاین، موناکو، آندورا، نروژ، سوئد، هلند، سوئیس) محسوب می‌شوند.
| آمار                           | آمار                                                                           |
| ------------------------------ | ------------------------------------------------------------------------------ |
| جمعیت                          | ۷۴۵ میلیون (۲۰۲۵ تخمینی)                                                       |
| تولید ناخالص داخلی (GDP)       | ۲۸.۲۲ تریلیون دلار (اسمی؛ ۲۰۲۵ تخمینی)                                         |
| رتبه تولید ناخالص داخلی (GDP)  | دوم (اسمی؛ ۲۰۲۳) دوم (قدرت خرید برابر PPP؛ ۲۰۲۳)                               |
| رشد تولید ناخالص داخلی (GDP)   | ۱.۶٪ (۲۰۲۵ تخمینی)                                                             |
| تولید ناخالص داخلی سرانه       | ۳۸٬۲۷۰ دلار (اسمی؛ ۲۰۲۵ تخمینی) ۵۹٬۰۲۰ دلار (قدرت خرید برابر PPP؛ ۲۰۲۵ تخمینی) |
| رتبه تولید ناخالص داخلی سرانه  | سوم (اسمی؛ ۲۰۲۳)                                                               |
| تورم (شاخص قیمت مصرف‌کننده CPI) | ۶.۹٪ (۲۰۲۳ تخمینی)                                                             |
| میلیونرها (دلار آمریکا)        | ۱۶.۷ میلیون (۲۰۲۲)                                                             |
| مالیه عمومی                    |                                                                                |
| بدهی دولت                      | ۷۵.۴٪ از تولید ناخالص داخلی (۲۰۲۳ تخمینی)                                      |

## گوناگونی  منطقه‌ای

### شهرها بر اساس سرانه تولید ناخالص داخلی
| جایگاه | شهر     | کشور     | تولید ناخالص داخلی (LUZ) $ID میلیارد | جمعیت میلیون (LUZ) | سرانه تولید ناخالص داخلی $ID هزار | منطقه یورو |
| ------ | ------- | -------- | ------------------------------------ | ------------------ | --------------------------------- | ---------- |
| ۱      | لندن    | بریتانیا | ۷۳۲                                  | ۱۱.۹               | ۶۱.۵                              | خیر        |
| ۲      | پاریس   | فرانسه   | ۶۶۹                                  | ۱۱.۵               | ۶۲.۴                              | بله        |
| ۳      | مسکو    | روسیه    | ۵۲۰                                  | ۱۱.۵               | ۴۵.۲                              | خیر        |
| ۴      | مادرید  | اسپانیا  | ۲۳۰                                  | ۵.۸۰               | ۳۹.۷                              | بله        |
| ۵      | بارسلون | اسپانیا  | ۱۷۷                                  | ۴.۹۵               | ۳۵.۶                              | بله        |
| ۶      | رم      | ایتالیا  | ۱۴۴                                  | ۳.۴۶               | ۴۱.۶                              | بله        |
| ۷      | میلان   | ایتالیا  | ۱۳۶                                  | ۳.۰۸               | ۴۴.۲                              | بله        |
| ۸      | وین     | اتریش    | ۱۲۲                                  | ۲.۱۸               | ۵۶.۰                              | بله        |
| ۹      | لیسبون  | پرتغال   | ۹۸                                   | ۲.۴۴               | ۴۰.۲                              | بله        |
| ۱۰     | آتن     | یونان    | ۹۶                                   | ۴.۰۱               | ۲۳.۹                              | بله        |
| ۱۱     | برلین   | آلمان    | ۹۵                                   | ۴.۹۷               | ۱۹.۱                              | بله        |

در سال ۲۰۲۱ بنابر توافق حاصله از مذاکرات برگزیت؛ بریتانیا از اتحادیه اروپا خارج شده اما تعاملات و روابط اقتصادی با اتحادیه اروپا و بریتانیا به قوت خودش باقیست.
نکته: داده‌های مربوط به سرانه تولید ناخالص داخلی و جمعیت برای مناطق شهری بزرگ (LUZ) ممکن است به صورت سالانه برای همه شهرها به‌روزرسانی نشود. ارقام ارائه شده در این جدول باید با استناد به یک منبع مشخص و تاریخ انتشار آن تأیید و در صورت لزوم به‌روزرسانی شوند.

## پول رایج و بانک مرکزی
| کشور             | واحد پول                       | ارزش به یورو | ارزش به دلار | بانک مرکزی                             |
| ---------------- | ------------------------------ | ------------ | ------------ | -------------------------------------- |
| آلبانی           | لک آلبانی                      | —            | —            | بانک آلبانی                            |
| آندورا           | یورو                           | —            | —            | بانک مرکزی اروپا                       |
| ارمنستان         | درام (واحد پول)                | —            | —            | بانک مرکزی ارمنستان                    |
| اتریش            | یورو                           | —            | —            | بانک ملی اتریش/بانک مرکزی اروپا        |
| جمهوری آذربایجان | منات جمهوری آذربایجان          | —            | —            | بانک مرکزی آذربایجان                   |
| بلاروس           | روبل بلاروس                    | —            | —            | بانک ملی جمهوری بلاروس                 |
| بلژیک            | یورو                           | —            | —            | بانک ملی بلژیک/بانک مرکزی اروپا        |
| بوسنی و هرزگوین  | مارک تبدیل‌پذیر بوسنی و هرزگوین | —            | —            | بانک مرکزی بوسنی و هرزگوین             |
| بلغارستان        | لو بلغارستان                   | —            | —            | بانک ملی بلغارستان                     |
| کرواسی           | کونا                           | —            | —            | بانک ملی کرواسی                        |
| قبرس             | یورو                           | —            | —            | بانک مرکزی قبرس/بانک مرکزی اروپا       |
| جمهوری چک        | کرونا چک                       | —            | —            | بانک ملی جمهوری چک                     |
| دانمارک          | کرون دانمارک                   | —            | —            | بانک ملی دانمارک                       |
| استونی           | یورو                           | —            | —            | بانک استونی/بانک مرکزی اروپا           |
| فنلاند           | یورو                           | —            | —            | بانک فنلاند/بانک مرکزی اروپا           |
| فرانسه           | یورو                           | —            | —            | بانک فرانسه/بانک مرکزی اروپا           |
| گرجستان          | لاری گرجستان                   | —            | —            | بانک ملی گرجستان                       |
| آلمان            | یورو                           | —            | —            | بانک مرکزی آلمان/بانک مرکزی اروپا      |
| یونان            | یورو                           | —            | —            | بانک یونان/بانک مرکزی اروپا            |
| مجارستان         | فورینت مجارستان                | —            | —            | بانک ملی مجارستان                      |
| ایسلند           | کرونا ایسلند                   | —            | —            | بانک مرکزی ایسلند                      |
| جمهوری ایرلند    | یورو                           | —            | —            | بانک مرکزی ایرلند/بانک مرکزی اروپا     |
| ایتالیا          | یورو                           | —            | —            | بانک ایتالیا/بانک مرکزی اروپا          |
| لتونی            | یورو                           | —            | —            | بانک لتونی/بانک مرکزی اروپا            |
| لیختن‌اشتاین      | فرانک سوئیس                    | —            | —            | بانک ملی سوئیس                         |
| لیتوانی          | یورو                           | —            | —            | بانک لیتوانی/بانک مرکزی اروپا          |
| لوکزامبورگ       | یورو                           | —            | —            | بانک مرکزی لوکزامبورگ/بانک مرکزی اروپا |
| مقدونیه شمالی    | دینار مقدونیه شمالی            | —            | —            | بانک ملی جمهوری مقدونیه شمالی          |
| مالت             | یورو                           | —            | —            | بانک مرکزی مالت/بانک مرکزی اروپا       |
| مولدووا          | لئوی مولداوی                   | —            | —            | بانک ملی مولدوا                        |
| موناکو           | یورو                           | —            | —            | بانک مرکزی اروپا                       |
| مونته‌نگرو        | یورو                           | —            | —            | بانک مرکزی مونته‌نگرو /بانک مرکزی اروپا |
| هلند             | یورو                           | —            | —            | بانک هلند/بانک مرکزی اروپا             |
| نروژ             | کرون نروژ                      | —            | —            | بانک نروژ                              |
| لهستان           | زلوتی                          | —            | —            | بانک ملی لهستان                        |
| پرتغال           | یورو                           | —            | —            | بانک پرتغال/بانک مرکزی اروپا           |
| رومانی           | لئوی رومانی                    | —            | —            | بانک ملی رومانی                        |
| روسیه            | روبل روسیه                     | —            | —            | بانک مرکزی فدراسیون روسیه              |
| سان مارینو       | یورو                           | —            | —            | بانک مرکزی سن مارینو /بانک مرکزی اروپا |
| صربستان          | دینار صربستان                  | —            | —            | بانک ملی صربستان                       |
| اسلواکی          | یورو                           | —            | —            | بانک ملی اسلواکی/بانک مرکزی اروپا      |
| اسلوونی          | یورو                           | —            | —            | بانک اسلوونی/بانک مرکزی اروپا          |
| اسپانیا          | یورو                           | —            | —            | بانک اسپانیا/بانک مرکزی اروپا          |
| سوئد             | کرون سوئد                      | —            | —            | بانک سوئد                              |
| سوئیس            | فرانک سوئیس                    | —            | —            | بانک ملی سوئیس                         |
| ترکیه            | لیره ترکیه                     | —            | —            | بانک مرکزی جمهوری ترکیه                |
| اوکراین          | گریونا                         | —            | —            | بانک ملی اوکراین                       |
| بریتانیا         | پوند استرلینگ                  | —            | —            | بانک انگلستان                          |
| واتیکان          | یورو                           | —            | —            | بانک مرکزی اروپا                       |

نکته: نرخ‌های تبدیل ارز (ارزش به یورو و ارزش به دلار) به شدت نوسان‌پذیر هستند و نمی‌توانند به صورت لحظه‌ای در یک جدول استاتیک در ویکی‌پدیا به‌روز نگه داشته شوند. برای اطلاع از نرخ‌های جاری، لطفاً به وب‌سایت‌های معتبر مالی یا بانک‌های مرکزی مراجعه کنید.